# Асунсан, Маркус
Маркос дос Сантос Асунсан (порт.-браз. Marcos dos Santos Assunção; род. 25 июля 1976, Каейрас) — бразильский футболист, полузащитник.

## Клубная

### Клубная
Асунсан начал карьеру в «Рио Бранко» (Американа), где он играл в течение двух лет. Затем он перешёл в «Сантос», где забил 3 гола в 33 матчах лиги, после чего перешёл в 1998 году во «Фламенго».
После выразительной игры за «рубро-негрос», Асунсан перешёл в итальянскую «Рому». В своём первом европейском сезоне он забил 1 раз в 21 матче, добавив ещё один гол в пяти матчах Кубка УЕФА. Все три сезона он регулярно выходил на поле, зарекомендовав себя мастером стандартных положений.
Асунсан присоединился к «Реалу Бетис» в августе 2002 года. С самого начала он уверенно выступал за эту команду, и часто забивал голы со штрафных ударов. Дебют за новую команду получился эффектным — футболист забил гол в матче с «Депортиво Ла-Корунья» (матч завершился победой «Бетиса» 4:2) с 40 метров своей более слабой левой ногой, после чего мяч три раза ударился об штангу.
В сезоне 2005/06 Асунсан сыграл в 7 матчах Лиги чемпионов УЕФА, но затем не смог выступить в Кубке УЕФА из-за травмы. Во внутреннем чемпионате он забил лишь 1 гол.
25 июля 2006 года, в свой 30-й день рождения, Асунсан стал подданным Испании. Однако сезон 2006/07 стал последним для игрока в этой стране. 22 августа 2007 Асунсан оставил «Реал Бетис» по взаимному согласию сторон, не вписавшись в планы Эктора Купера. Он дал пресс-конференцию, на которой попрощался с клубом и болельщиками, заявив, что он не будет играть за другую испанскую команду.
Следующие два года он играл в Объединенных Арабских Эмиратах, в «Аль-Ахли» и «Аш-Шабаб». 26 сентября 2009 года Асунсан вернулся на родину, подписав контракт с «Гремио Баруэри». Однако спустя несколько месяцев он опять сменил клуб, перейдя в «Палмейрас», подписав одногодичный контракт. Его выбрал тренер Луис Фелипе Сколари в качестве одного из опытнейших и авторитетных «руководителей» команды на поле (капитана и его помощников), вместе с Маркосом, Данило и Эдиньо. В Южноамериканском кубке он сделал одну результативную передачу и забил с длинной передачи в матче с «Виторией» (3:2 по совокупности 2-х матчей).

### Международная
Асунсан сыграл в 11 матчах за национальную сборную Бразилии. Он дебютировал в матче против Сальвадора и забил гол России 18 ноября 1998 года (5:1).
Асунсан исключили из сборной после поражения 0:3 Чили во время отбора к чемпионату мира 2002 года, и с тех пор он больше никогда не вызывался.

## Достижения
- Чемпион Италии: 2000/01
- Чемпион штата Санта-Катарина (1): 2014
- Победитель Турнира Рио-Сан-Паулу (1): 1997
- Обладатель Кубка Испании (1): 2004/05
- Обладатель Кубка ОАЭ (1): 2007/08
- Обладатель Кубка Бразилии (1): 2012
- Обладатель Суперкубка Италии (1): 2001
- Победитель Кубка КОНМЕБОЛ (1): 1998

## Личное
Асунсан — двоюродный брат Маркоса Сенны.